# Le Désosseur de cadavres
Pour plus de détails, voir Fiche technique et Distribution.
Le Désosseur de cadavres (titre original : The Tingler) est un film d'horreur américain, en noir et blanc (sauf pour une scène), réalisé et produit par William Castle et sorti en 1959. Il a acquis avec le temps un statut de film culte.
Le film suit le Dr Warren Chapin, un médecin qui est régulièrement amené à conduire des autopsies sur des prisonniers exécutés à la suite d'une condamnation à mort. Il développe à cette occasion une théorie originale : le sentiment de la peur est créé chez l'être humain par un parasite qui grandit dans la colonne vertébrale, celui-ci disparaît quand l'être humain crie. Pour prouver sa théorie, il s'associe à un couple dont la femme est sourde et muette et donc incapable de crier. Il veut lui faire ressentir la peur aussi souvent que nécessaire pour qu'il puisse détecter et recueillir ce fameux parasite.

## Synopsis
Un pathologiste, le Dr Warren Chapin (Vincent Price), découvre que les picotements de la colone vertébrale dans les états de peur extrême sont dus à la croissance d'une créature que tout être humain semble posséder, appelée « tingler », un parasite attaché au colonne vertébrale humaine. Il se recroqueville, se nourrit et devient plus fort lorsque son hôte a peur, écrasant efficacement la colonne vertébrale de la personne s'il est recroquevillé suffisamment longtemps. L'hôte peut affaiblir la créature et arrêter son enroulement en criant.
Le propriétaire d'une salle de cinéma, Oliver Higgins (Philip Coolidge), qui projette exclusivement des films muets, est une connaissance du Dr Chapin. L'épouse d’Oliver, Martha (Judith Evelyn), est sourde et muette et ne peut donc pas crier. Elle meurt de peur après des événements étranges et apparemment surnaturels apparaître dans sa chambre. Lors de son autopsie, Chapin enlève un picotement de sa colonne vertébrale.
Après avoir contenu le picotement et être retournés à la maison de Higgins, il est révélé que Higgins est le meurtrier ; il a effrayé sa femme à mort sachant qu'elle ne pouvait pas crier parce qu'elle était muette. La créature ressemblant à un mille-pattes finit par se libérer du conteneur qui la contenait et est relâchée dans le théâtre de Higgins. Le picotement s'accroche à la jambe d'une femme et elle crie jusqu'à ce qu'elle relâche son emprise. Chapin contrôle la situation en éteignant les lumières et en disant à tout le monde dans la salle de crier. Lorsque le tingler a quitté la salle de projection, ils reprennent le film et se rendent dans la salle de projection, où ils retrouvent le tingler et le capturent.
Devinant que la seule façon de neutraliser le picotement est de le réinsérer dans le corps de Martha, Chapin le fait. Après son départ, Higgins, qui a admis sa culpabilité auprès de Chapin, est seul dans la pièce. Comme par des forces surnaturelles, la porte se ferme et se verrouille toute seule et la fenêtre se ferme, faisant écho à ce qui s'est passé juste avant que Martha ne meure de peur. Le picotement fait sortir le corps de Martha du lit, fixant son mari. Higgins est tellement terrifié qu'il est incapable de crier. L'écran s'efface et la voix du Dr Chapin dit : " Mesdames et messieurs, juste un mot d'avertissement. Si l'un d'entre vous n'est pas convaincu d'avoir son propre picotement, la prochaine fois qu'il aura peur dans le noir... ne crie pas".

## Fiche technique
- Titre : Le Désosseur de cadavres
- Titre original : The Tingler
- Réalisation : William Castle
- Scénario : Robb White
- Musique : Von Dexter
- Directeur de la photographie : Wilfred M. Cline
- Montage : Chester Schaeffer
- Direction artistique : Phillip Bennett
- Décors : Milton Stumph
- Maquillage : Hazel Keats, Monty Westmore (en)
- Production : William Castle, Columbia Pictures
- Pays de production :  États-Unis
- Genre : Film d'horreur
- Durée : 82 minutes
- Dates de sortie :
  - États-Unis : 29 juillet 1959
  - Allemagne : 5 août 1960

## Distribution
- Vincent Price : Dr Warren Chapin
- Judith Evelyn : Mrs. Martha Ryerson Higgins
- Darryl Hickman : David Morris
- Patricia Cutts : Isabel Stevens Chapin
- Philip Coolidge : Oliver 'Ollie' Higgins
- Pamela Lincoln (en) : Lucy Stevens
- William Castle : lui-même (narrateur du prologue) (non crédité)
- Dal McKennon : le projectionniste (non crédité)

Ce film contient aussi des images d'archive de Richard Barthelmess.

## Récompenses et distinctions

### Nominations
- Saturn Award 2010 :
  - Saturn Award de la meilleure collection DVD (au sein du coffret The William Castle Collection)

## Remarques
The Tingler est l'un des films utilisés dans l'émission live The Mads Are Black, avec Trace Beaulieu et Franck Coniff. 
Lors de sa première sortie en salles, The Tingler présentait un élément interactif appelé "Percepto", qui faisait vibrer les sièges de certains films à un moment précis du film. Percepto a été mal accueilli, comme cela a été noté plus tard dans les Golden Turkey Awards. Dans son autobiographie, le réalisateur William Castle a affirmé que Percepto avait délivré un choc électrique aux films gores, mais il semblait se souvenir de manière incorrecte.
Castle a déjà été réalisé par Vincent Price dans La Nuit de tous les mystères (House on Haunted Hill). 